# Петър Стоянов (генерал, 1925)
Вижте пояснителната страница за други личности с името Петър Стоянов .
Петър Христов Стоянов е български офицер от Държавна сигурност (генерал-лейтенант). Работил дълги години в политическата полиция на тоталитарния комунистически режим, от 1969 до 1985 година той ръководи Шесто управление на Държавна сигурност.

## Биография

### Ранни години
Петър Стоянов е роден на 1 юли 1925 година в село Кремиковци, днес квартал на София, в бедно семейство, има двама братя. След като завършва първо отделение започва работа като слугува в различни къщи и като овчар. През 1939 година напуска прогимназията в родното си село и през следващите години сменя множество различни работи в София. Под въздействието на по-големия си брат, който е активен комунист, през 1942 година се включва в незаконния комунистически Работнически младежки съюз. При активизирането на бомбардировките на София в началото на 1944 година се връща в Кремиковци, а на 18 април (според други източници – на 3 март) заедно с група от около 30 човека от селото се включва в Партизанския отряд „Чавдар“. По тази причина родителите му са изселени за известно време във Видинско.
Стоянов се включва в насилията, последвали Деветосептемврийския преврат от 1944 година, като по това време става член на Българската комунистическа партия. За кратко служи в армията по време на Българо-германската война. Демобилизиран е на 27 декември 1944 година и става инкасатор-електротехник в Кремиковци. През втората половина на 1945 година се премества в София и започва работа като стругар в работилница на улица „Козлодуй“. Там случайно среща живеещата в квартала служителка на политическата полиция Митка Гръбчева, която го познава от партизанския му период и която му предлага да започне работа в Държавна сигурност.

### Първи години в Държавна сигурност
На 1 декември 1946 година Петър Стоянов е назначен в Отделение „А“ на Държавна сигурност, като първоначално е включен в ръководена от Гръбчева група и се занимава със следене за потенциални политически противници в няколко селища в периферията на София. На 1 май 1947, при реорганизация на политическата полиция, е прехвърлен група, отговорна за селячеството, в Първи отдел („борба с контрареволюцията“), като в задълженията му е и контролът на ръководството на Общия земеделски професионален съюз, но през следващите години голяма част от работата му е свързана със следствията по поредица показни политически процеси, включително процеса срещу Трайчо Костов.
На 29 юли 1950 година Стоянов е повишен в началник на група в подразделението на политическата полиция за селското стопанство. При военизирането на Държавна сигурност през 1951 година получава звание капитан, а на 8 септември 1952 година е повишен в майор. По това време става заместник-началник на селскостопанския отдел в Четвърто управление (икономическо), а през 1953 година за известно време е изпълняващ длъжността началник на отдела.
В края на 1953 година кариерата на Стоянов внезапно попада в тежка криза. Причина за това става негов доклад, който описва прекалено реалистично съпротивата срещу колективизацията в Русенско и предизвиква острата реакция на началника на управлението Апостол Зафиров и първия заместник-министър Георги Кумбилиев. Той е понижен в длъжност и прехвърлен в транспортния отдел, а след това е изпратен на двугодишен курс във Висшата школа „Георги Димитров“. След завършването му от 28 август 1956 година е началник на отделението, отговорно за „кулаците“ и „бившата земеделска опозиция“, в политическата полиция, като малко след това става подполковник. През 1957 година получава и диплома за завършено средно образование. В началото на 1958 година е преназначен за началник на отделението за системата за вътрешна и външна търговия.
След продължителна стагнация в кариерата му, на 23 май 1959 година Петър Стоянов е повишен в заместник-началник на 5-и отдел, а на 27 януари 1960 година става негов началник. На 11 октомври 1961 година е повишен в полковник, а на 14 ноември става заместник-началник на икономическия отдел, обособен като самостоятелно звено извън управленията. При вливането на отдела във Второ управление от 1 януари 1963 година той става негов началник. През първата половина на 1964 година преминава половингодишен курс в специална школа на КГБ в Съветския съюз.

### Начело на политическата полиция
След Заговора на Горуня през 1965 година Петър Стоянов оглавява новосъздадения 13-и отдел на Второ управление за противодействие на китайската пропаганда. На 3 май 1966 година става заместник-началник на Второ управление. От лятото на 1967 година той играе активна роля в планираното обособяване по съветски образец на политическата полиция в новото Шесто управление, като пътува до Съветския съюз за координиране на реорганизацията. От 16 ноември е заместник-началник на новото управление, а от 21 октомври 1968 година – негов първи заместник-началник. На 20 февруари 1969 година става началник на Шесто управление, а на 29 август е повишен в генерал-майор. През този период участва в ранните етапи на т.нар. „Възродителен процес“, като през март 1973 година ръководи превземането на село Корница, при което загиват трима души.
В началото на 1974 година Стоянов преминава едномесечен курс в Академията за обществени науки и социално управление. На 8 септември 1975 година е повишен в генерал-лейтенант.

### Последни години
Петър Стоянов е неочаквано уволнен като началник на Шесто управление на 25 януари 1985 година. В официалните документи няма запазени мотиви за това решение, но изглежда то е свързано със споменаваното от много съвременници често пиянство на Стоянов и неспособността му се да се яви на годишното събрание на управлението в края на 1984 година. Веднага след Нова година той е извикан от вътрешния министър Димитър Стоянов, който го уведомява за освобождаването му от поста, подчертавайки, че то е съгласувано с диктатора Тодор Живков, който не желае да бъде занимаван повече с този въпрос. Самият Стоянов обяснява неявяването си на годишното събрание с тежка исхемична криза, от която продължава да се лекува през следващите месеци, пътувайки с тази цел в Западна Германия. Той твърди също, че отстраняването му е свързано с неговото несъгласие с провеждания по това време Възродителен процес.
След освобождаването на Стоянов от ръководството на Шесто управление той не получава ново назначение, но запазва ранга си на началник на управление със заплатата и всички свързани с него привилегии. Малко след това по повод 70-годишнината му е удостоен с почетното звание Герой на социалистическия труд, а през август 1985 година е избран за заместник-председател на Централния комитет на борците против фашизма и капитализма. Окончателно е уволнен от Държавна сигурност на 24 януари 1990 година поради пенсиониране.
Петър Стоянов умира през септември 1993 година.

## Звания
- Капитан (30 април 1951 г.);
- Майор (8 септември 1952 г.);
- Подполковник (24 септември 1956 г.);
- Полковник (11 октомври 1961 г.);
- Генерал-майор (30 август 1969 г.);
- Генерал-лейтенант (8 септември 1975 г.);

## Награди
- Орден „За народна свобода 1941 – 1944“ II степен (8 септември 1948)[7]
- Орден „Червено знаме“ (3 декември 1956)[11]
- Почетна значка на МВР (7 септември 1959)[12]
- Орден „9 септември 1944“ II степен (29 декември 1959)[12]
- Медал „За служба на родината“ сребърна степен – Унгария (май 1969)[18]
- Медал „За заслуги за сигурността и обществения ред“ (4 октомври 1969)[18]
- Орден „Народна република България“ II степен (31 август 1974)[18]
- Орден „Народна република България“ I степен (30 май 1975)[26]
- Герой на социалистическия труд (31 май 1985)[25]